# ヌラタ
ヌラタ (ラテン文字:Nurata, Nurota、ウズベク語: Nurota / Нурота、ロシア語: Нурата) はウズベキスタン・ナヴォイ州の都市である。州都のナヴォイより北東に約60kmの地点に位置する。「ヌロタ」「ヌラト」と表記されることもある。2012年現在の人口は約32,000人である。

## 歴史
ヌラタはアレクサンドロス3世時代の紀元前327年にヌル (Nur) という名前で登場する。街の南部には現在も当時建設された要塞や灌漑の跡が残っており、灌漑用水路は現在も利用されている。
要塞はシャフリスターン (Shahristan) と呼ばれる500mx500mの区画に分かれており、区画の周りは高い壁と塔に囲まれていた。要塞が建設された目的は農業可能な地帯と草原の区画を分割するためであった。歴史上の記録では、この地域は他国の侵略や反政府軍に対抗するための軍を組織する上で戦略的に重要な地域とされたとされている。
ヌラタはムスリムの巡礼地としてもしられている。943年にブハラの歴史に関する歴史書を記したムハンマド・ナールシャーヒー (Muhammad Narshakhi) はその著書の中で山麓に位置するヌルについても触れている。ナールシャーヒーは「預言者ムハンマドを巡礼を行なっている多くの人が見ている」と記している。10世紀、ブハラや他の都市からの巡礼者が砦やモスクの傍にある聖墓に訪れた。現在も周辺地域でイスラム教信仰の中心的な地域としてこの巡礼は続いている。ヌラタのイスラム教複合施設は泉や井戸のある「チャスマ (Chasma、タジク語で泉を意味する)」、合同礼拝を行う「ジュマ (Djuma)」とハマーム (khamom、浴場) からなっている。ジュマ構内には泉と40の柱があり、中央アジアでも有数のイスラム教施設となっている。この施設の南東部には聖人の眠る「ヌルアタ (Nur-ata)」という墓があり、これが短縮されてヌラタになったとも言われる。
ヌラタ付近の灌漑用水施設であるカリーズ (Kariz) もまたアレクサンドロス3世と関連がある。カリーズは泉の湧き水から水を引いて灌漑を行う古代の用水路だった。用水路の長さは数kmに及んでいる。この用水路は数mごとにある井戸とつながっており、用水路の清掃のため利用されていた。現代になってこの古代の灌漑用水路を復活させる計画が実行され、ヌラタ付近の用水路は再度地元の人々により使用されるようになっている。

## 自然
ヌラタは海抜2169mのハヨトボシ山やヌラタ山、アイダルクル湖などに囲まれており、観光客が多数訪れている。

## 気候
| ヌラタの気候           | ヌラタの気候 | ヌラタの気候 | ヌラタの気候 | ヌラタの気候 | ヌラタの気候 | ヌラタの気候 | ヌラタの気候 | ヌラタの気候 | ヌラタの気候 | ヌラタの気候 | ヌラタの気候 | ヌラタの気候 | ヌラタの気候 |
| 月                     | 1月          | 2月          | 3月          | 4月          | 5月          | 6月          | 7月          | 8月          | 9月          | 10月         | 11月         | 12月         | 年           |
| ---------------------- | ------------ | ------------ | ------------ | ------------ | ------------ | ------------ | ------------ | ------------ | ------------ | ------------ | ------------ | ------------ | ------------ |
| 平均最高気温 °C （°F） | 4 (40)       | 8 (46)       | 13 (56)      | 21 (69)      | 27 (81)      | 32 (90)      | 34 (94)      | 33 (91)      | 28 (82)      | 21 (69)      | 13 (55)      | 7 (44)       | 20.1 (68.1)  |
| 平均最低気温 °C （°F） | −5 (23)      | −3 (27)      | 1 (34)       | 7 (45)       | 12 (54)      | 17 (62)      | 19 (66)      | 17 (62)      | 11 (51)      | 4 (40)       | 0 (32)       | −4 (25)      | 6.3 (43.4)   |
| 降水量 mm （inch）     | 15 (0.6)     | 10 (0.4)     | 50 (2)       | 33 (1.3)     | 15 (0.6)     | 13 (0.5)     | 3 (0.1)      | 3 (0.1)      | 0 (0)        | 8 (0.3)      | 3 (0.1)      | 8 (0.3)      | 161 (6.3)    |
| 出典：Weatherbase      |              |              |              |              |              |              |              |              |              |              |              |              |              |

## ギャラリー

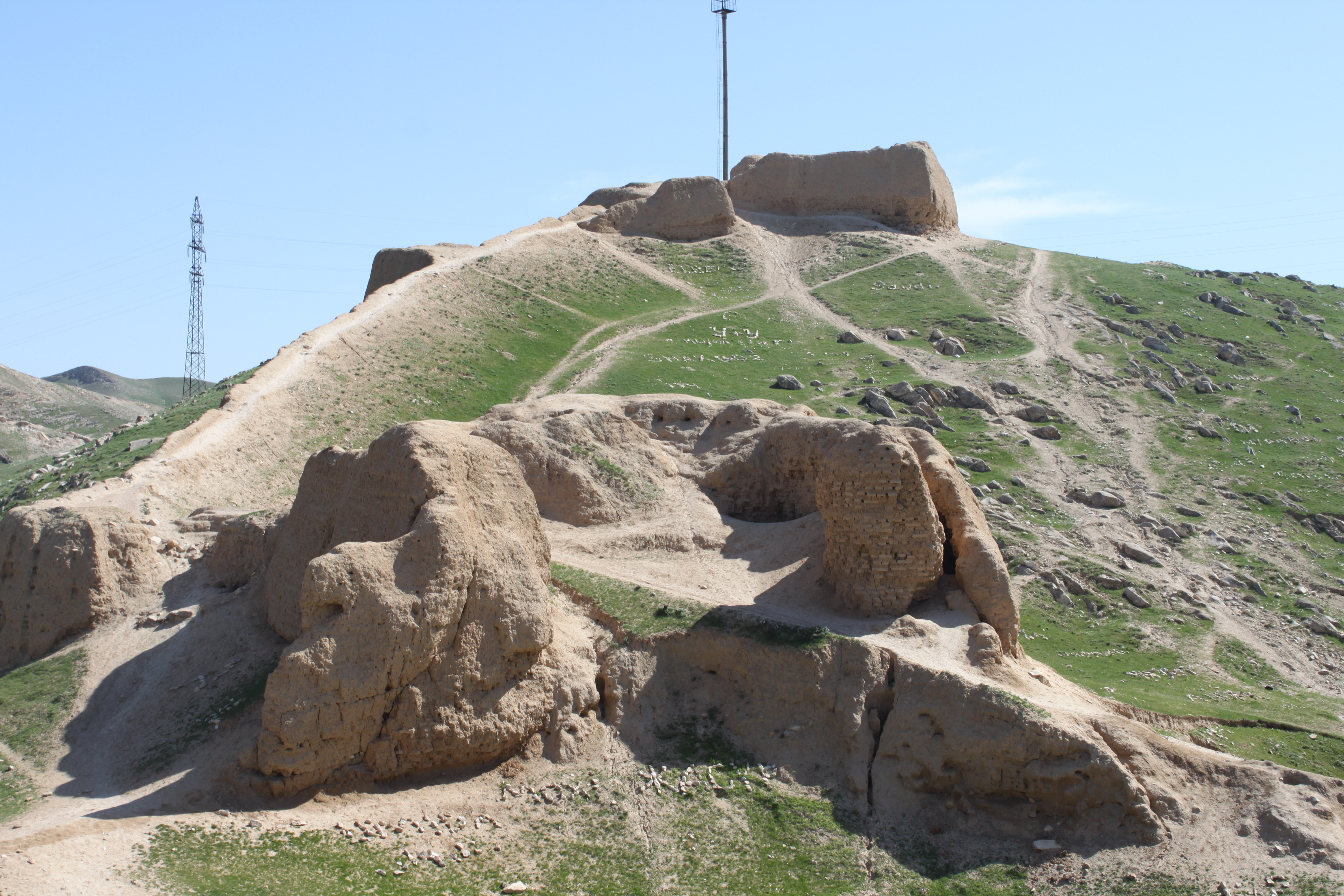
アレクサンドロス3世の要塞跡
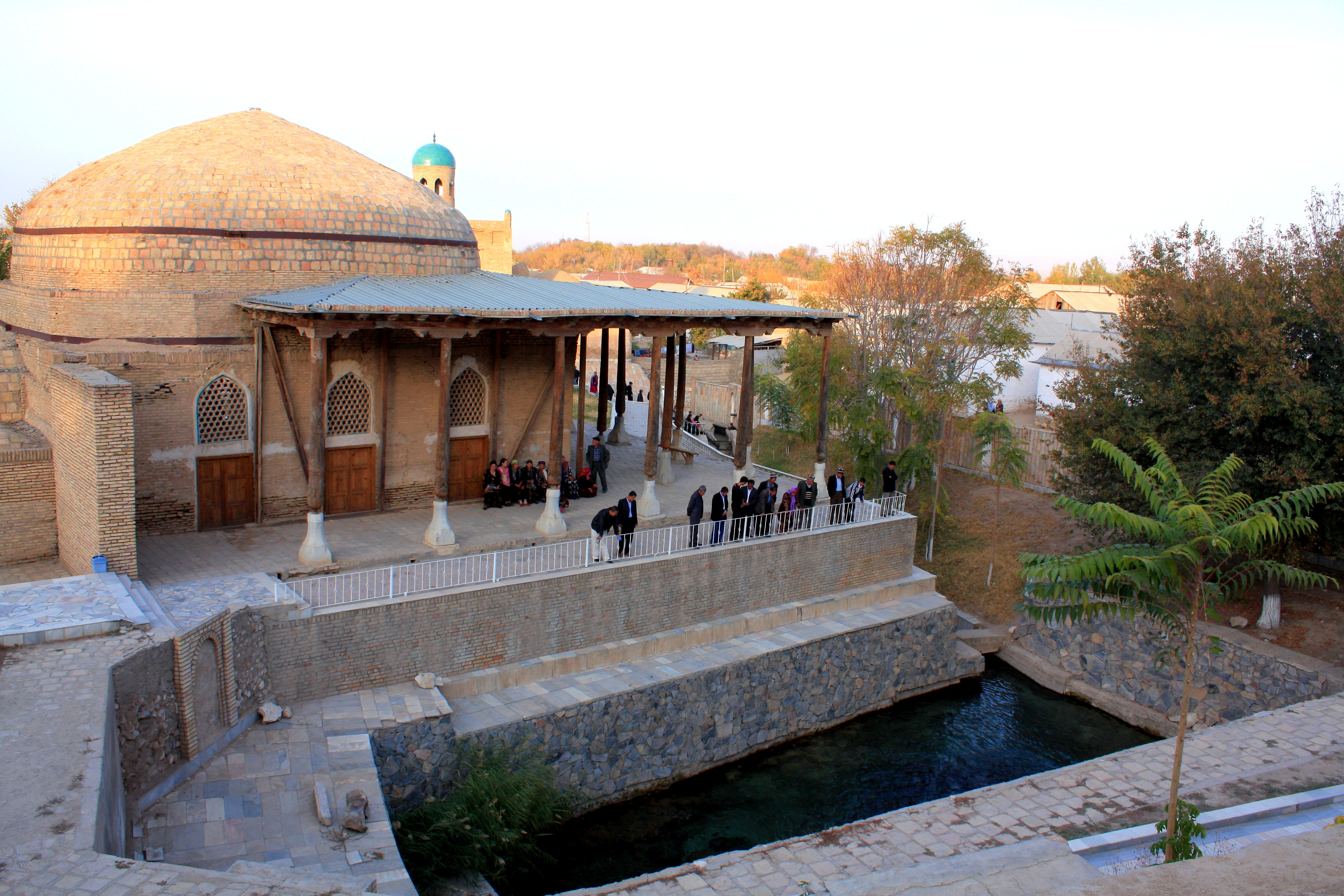
街のモスクと用水路
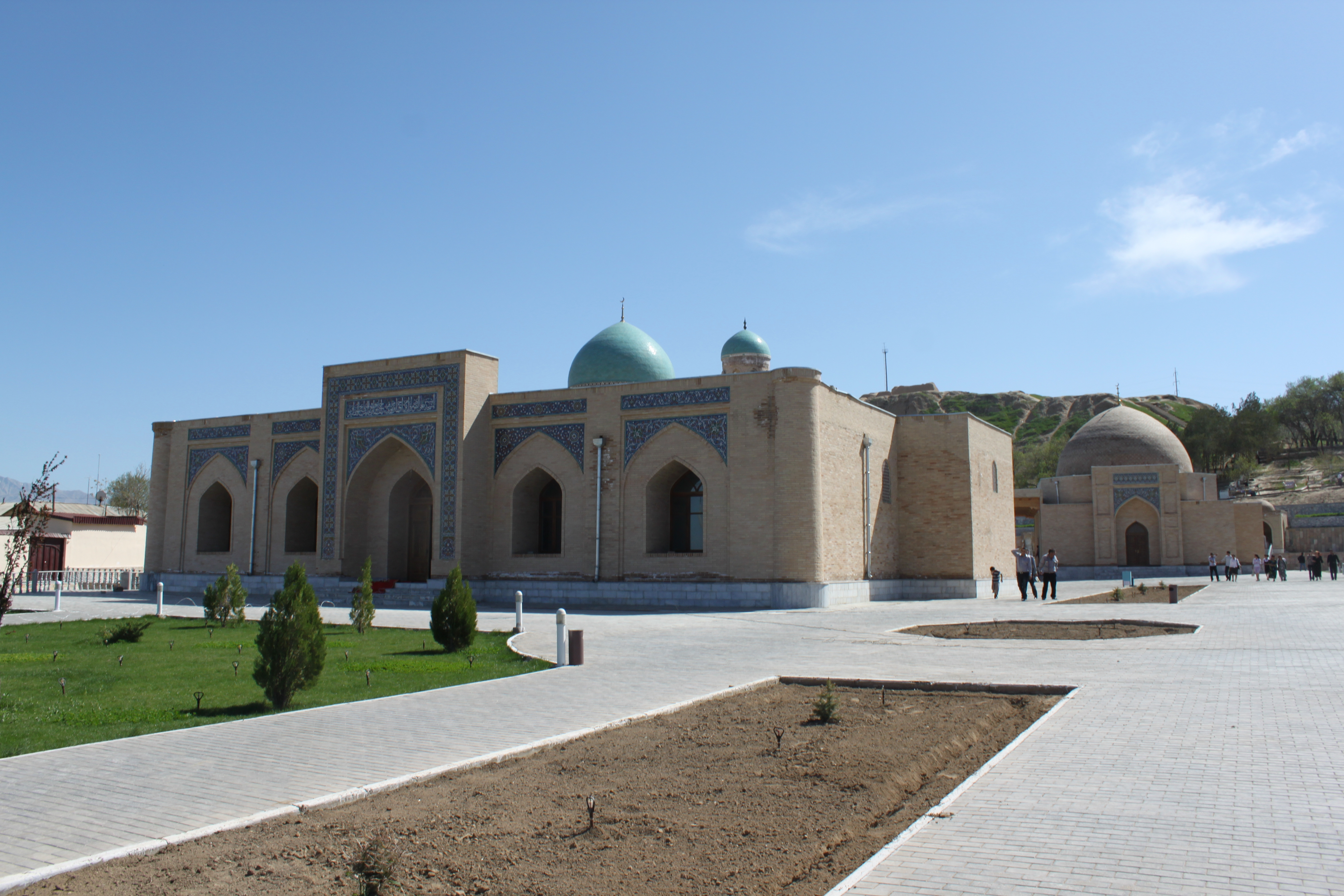
街のモスク
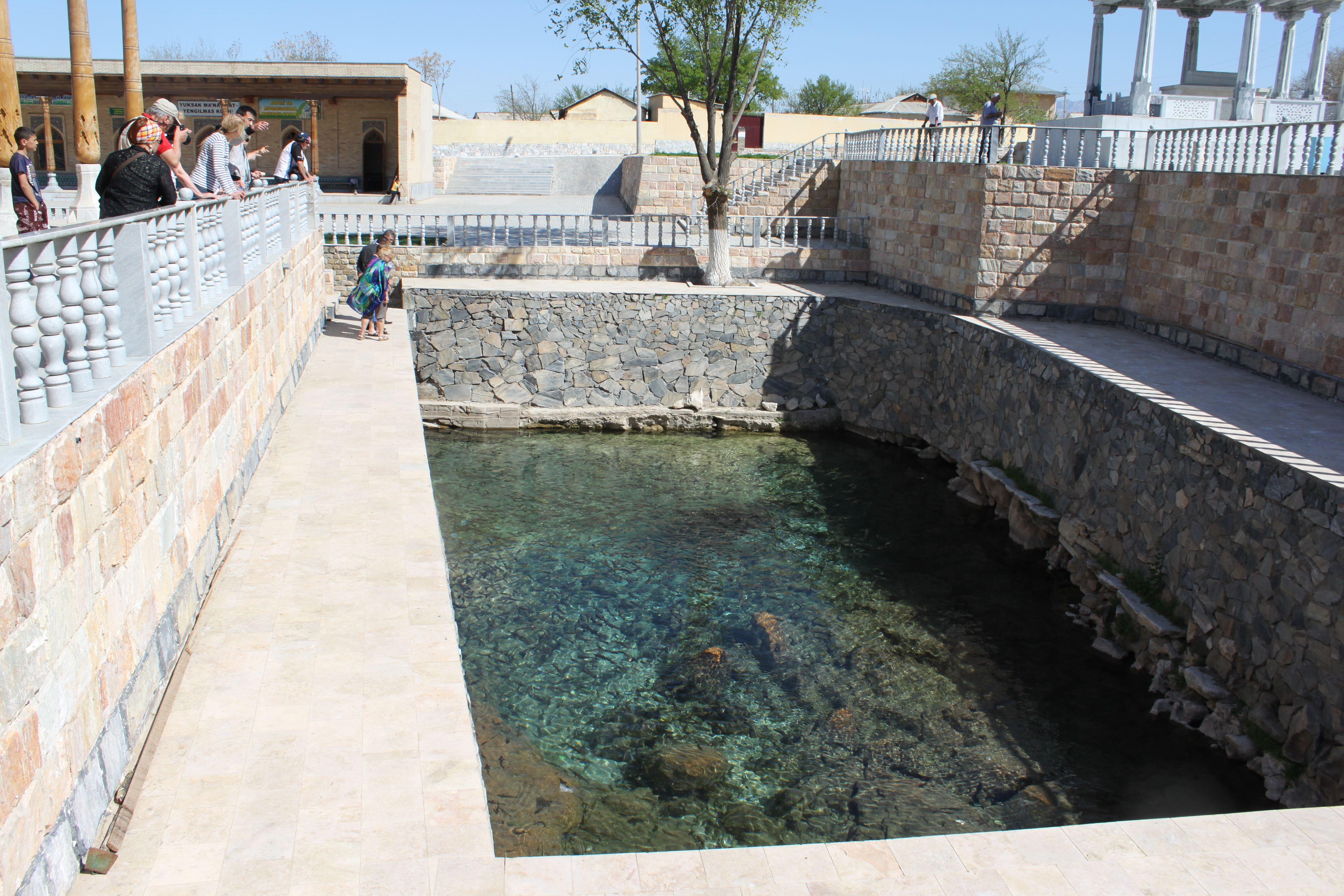
用水路を利用した貯水池